# High Times - Singles 1992-2006
Albums de Jamiroquai
Dynamite
(2005) Rock Dust Light Star
(2010)
High Times - Singles 1992-2006 est le premier best of de Jamiroquaï sorti le 6 novembre 2006. Annoncée depuis août 2006, cette compilation est le dernier disque édité par Sony BMG Music. Ce best of, également disponible en édition limitée en deux disques, inclut deux nouvelles chansons : Runaway et Radio. Les fans regrettent l'absence de King For A Day, de You Give Me Something et Supersonic mais aussi de titres majeurs issus de l'album The Return of the Space Cowboy.

## Liste de chansons (édition limitée)
| 1.  | When You Gonna Learn       | 3:47 |
| 2.  | Too Young To Die           | 3:22 |
| 3.  | Blow Your Mind             | 3:51 |
| 4.  | Emergency On Planet Earth  | 3:34 |
| 5.  | Space Cowboy               | 3:36 |
| 6.  | Virtual Insanity           | 3:47 |
| 7.  | Cosmic Girl                | 3:45 |
| 8.  | Alright                    | 3:39 |
| 9.  | High Times                 | 4:08 |
| 10. | Deeper Underground         | 4:41 |
| 11. | Canned Heat                | 3:46 |
| 12. | Little L                   | 3:58 |
| 13. | Love Foolosophy            | 3:47 |
| 14. | Corner Of The Earth        | 3:56 |
| 15. | Feels Just Like It Should  | 4:34 |
| 16. | Seven Days In Sunny June   | 3:57 |
| 17. | (Don't) Give Hate A Chance | 5:00 |
| 18. | Runaway                    | 3:46 |
| 19. | Radio                      | 4:12 |

| 1.  | Emergency On Planet Earth (Masters At Work remix) | 7:10 |
| 2.  | Space Cowboy (David Morales remix)                | 7:52 |
| 3.  | Love Foolosophy (Knee Deep mix)                   | 8:27 |
| 4.  | Little L (Bob Sinclar mix)                        | 7:24 |
| 5.  | Cosmic Girl (Tom Belton mix)                      | 7:46 |
| 6.  | Dynamite (Phil Asher remix)                       | 7:40 |
| 7.  | Seven Days In Sunny June (Ashley Beedle remix)    | 7:54 |
| 8.  | Virtual Insanity (Salaam Remi remix)              | 5:41 |
| 9.  | You Give Me Something (Blacksmith R&B mix)        | 4:02 |
| 10. | Supersonic (Restless Souls/Phil Asher remix)      | 8:26 |

## Certifications
| Pays              | Certification | Unités certifiées |
| ----------------- | ------------- | ----------------- |
| Australie (ARIA)  | Platine       | 70 000            |
| Belgique (BEA)    | Or            | 25 000            |
| France (SNEP)     | Or            | 75 000            |
| Irlande (BPI)     | Platine       | 15 000            |
| Italie (FIMI)     | Platine       | 50 000            |
| Royaume-Uni (BPI) | 3 × Platine   | 900 000           |
| Suisse (IFPI)     | Or            | 15 000            |